# Anders Filén
Anders Filén, född 21 januari 1797 i Hakarps socken, Jönköpings län, död 6 november 1852 i Jönköping, var en svensk jurist. Han var bror till Simon Joachim Filén.
Filén var son till kyrkoherden och sedermera kontraktsprosten Jonas (Johan) Filén. Han blev student vid Uppsala universitet 1815, avlade examen theologicum där samma år, hovrätts- och kameralexamen där 1819 och inskrevs vid Göta hovrätt i Jönköping samma år. Han blev konstituerad extra civilnotarie där 1825, vice häradshövding samma år, titulärhäradshövding 1829, kanslist 1830, fiskal i kriminalexpeditionen 1831, assessor 1832 och hovrättsråd 1849.
Filén ingick i styrelsen för det 1835 bildade Badhusaktiebolaget i Jönköping, vilket dock trädde i likvidation 1843. Då Jönköpings läns brandstodsbolag stiftades 1837 på initiativ av landshövding Claes Gabriel Bergenstråhle deltog Filén i förarbetena, var protokollförare vid det första allmänna sammanträdet och valdes till ordförande i den första direktionen. När Städernas bolag till försäkring af lösegendom, sedermera Allmänna Brand, det första svenska bolag, som gjorde till sin uppgift att brandförsäkra lös egendom inom samtliga Sveriges städer, köpingar jämte därmed jämförliga samhällen, stiftades 1842, också på initiativ av Bergenstråhle, var Filén hans främste medhjälpare och till sin död dess ombudsman och verkställande direktör. Brodern Simon Joachim Filén var för övrigt 1844–58 ledamot av sistnämnda bolags styrelse.
Under 1830-talet var skötseln av Jönköpings stads finanser, för vilka ansvaret då ålåg magistraten och stadskassören, betydligt eftersatt. I januari 1837 tillsattes en kommitté bestående av sju personer, varav tre ståndspersoner, en handlande och tre hantverkare, med uppdrag att inkomma med förslag till avhjälpande av missförhållandena. Filén blev den drivande kraften inom denna kommitté blev och i oktober samma år avgavs ett utlåtande efter att stadens finanser allt ifrån 1830 granskats. Det visade sig att det i stadskassan fanns en brist på minst 1 000 riksdaler banko, något som berodde på oordning i förvaltningen, skatternas långsamma indrivande och medlens användande till ändamål vartill stadens inkomster ej bort användas, men också på inkomsternas otillräcklighet. Detta ledde till inrättandet av en drätselkammare i Jönköping från 1838, i vilken Filén var ordförande till 1840. Han tillhörde också Jönköpings sparbanks styrelse 1834–37 och var från 1848 ordförande i den då inrättade byggnadskommittén i Jönköping.